# Dilip Kumar
Dilip Kumar, pseudonimo di Mohammed Yusuf Khan (Peshawar, 11 dicembre 1922 – Mumbai, 7 luglio 2021), è stato un attore indiano.

## Biografia
Tra i personaggi più famosi della storia del cinema indiano, iniziò la sua carriera nel 1944 e apparve in numerosissimi film di Bollywood.
Si sposò con Saira Banu nel 1966.

## Filmografia
- Jwar Bhata, regia di Amiya Chakrabarty (1944)
- Pratima, regia di P. Jairaj (1945)
- Naukadubi, regia di Nitin Bose (1947)[2]
- Jugnu, regia di Shaukat Hussain Rizvi (1947)
- Shaheed, regia di Ramesh Saigal (1948)
- Nadiya Ke Paar, regia di Kishore Sahu (1948)
- Mela, regia di S.U. Sunny (1948)
- Ghar Ki Izzat, regia di Ram Daryani (1948)
- Anokha Pyar, regia di M.I. Dharamsey (1948)
- Andaz, regia di Mehboob Khan (1949)
- Shabnam, regia di Bibhuti Mitra (1949)
- Jogan, regia di Kidar Nath Sharma (1950)
- Babul, regia di S.U. Sunny (1950)
- Arzoo, regia di Shaheed Latif (1950)
- Tarana, regia di Ram Daryani (1951)
- Hulchul, regia di S.K. Ojha (1951)
- Deedar, regia di Nitin Bose (1951)
- Il principe Yanez (Aan), regia di Mehboob Khan (1952)
- Sangdil, regia di R.C. Talwar (1952)
- Daag, regia di Amiya Chakrabarty (1952)
- Devdas, regia di Bimal Roy (1955)
- Azaad, regia di Sriramulu Naidu S.M. (1955)
- Madhumati, regia di Bimal Roy (1958)
- Mughal-E-Azam, regia di K. Asif (1960)
- Gunga Jumna, regia di Nitin Bose (1961)
- Kranti, regia di Manoj Kumar (1981)
- Shakti, regia di Ramesh Sippy (1982)
- Karma, regia di Subhash Ghai (1986)
- Saudagar, regia di Subhash Ghai (1991)